# Lichttechnisches Institut

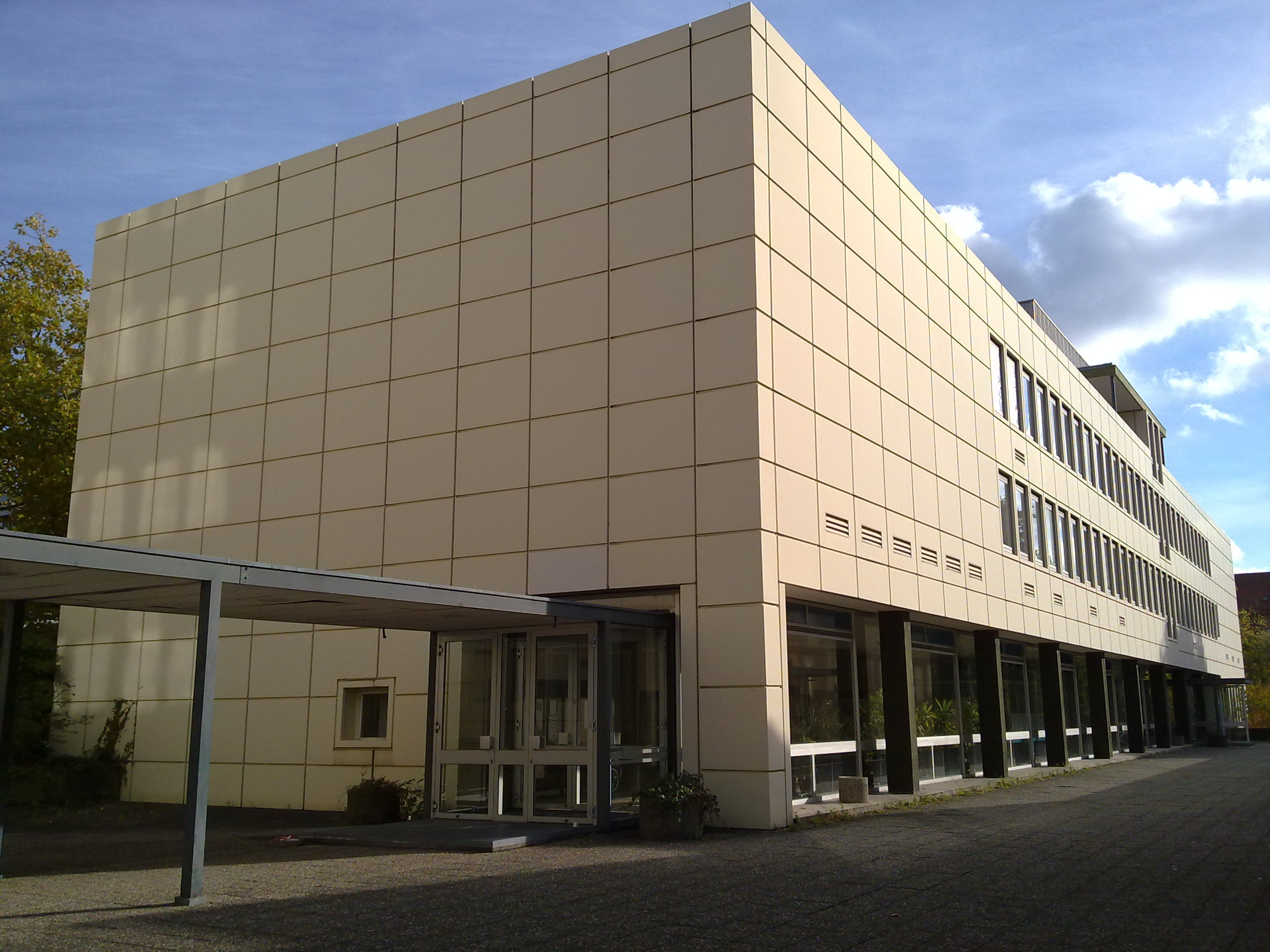
Gebäude des Lichttechnischen Instituts auf dem Campus Süd des KIT

Das Lichttechnische Institut (LTI) ist ein dem Karlsruher Institut für Technologie zugehöriges Institut. Das Institut wurde 1922 von Joachim Teichmüller gegründet und ist somit das älteste Lichttechnische Institut der Welt. Das Institut ist der KIT-Fakultät für Elektrotechnik und Informationstechnik angegliedert und wird von Ulrich Lemmer und Cornelius Neumann geleitet. Mit knapp 100 Mitarbeitern und sieben Professoren zählt es zudem zu einem der größten Institute des KIT.

## Geschichte
Das LTI wurde 1922 von Joachim Teichmüller gegründet. 1934 wurde Rudolf G. Weigel zum Professor berufen. Nach einer vorübergehenden Schließung des Instituts während der Kriegszeit wurde das Institut unter der Leitung von Paul Schulz 1949 wiedereröffnet. 1950 wurde Schulz zudem zum Direktor des Institutes ernannt. Für das im Wiederaufbau befindliche Institut erreichte er bei seinem Antritt die Schaffung der Prüfstelle für lichttechnische Einrichtungen an Fahrzeugen (ebenfalls 1949). Darüber hinaus amtierte Schulz 1963 bis 1965 als Rektor des KIT (damals TH). Im Jahr 1951 wurde die Deutsche Lichttechnische Gesellschaft in Karlsruhe und am LTI wiedergegründet. 1956 erhielt das Institut einen zusätzlichen, von Otto Reeb besetzten Lehrstuhl für Angewandte Lichttechnik und Lichttechnische Messkunde. 1962 zog das LTI schließlich in das Gebäude in der Engesser Straße, in welchem es sich auch heute noch befindet. 1967 wurde Hans W. Bodmann zum Professor berufen. Es folgten die Berufungen von Hans P. Popp (1980), Manfred Neiger (1982), Wolfgang Heering (1987) und Siegfried Kokoschka (1997). 2002 wurde Ulrich Lemmer zum Professor und Leiter des LTI berufen. Dieser nahm 2004 den Reinraum des LTI in Betrieb. Einer seiner ersten Promotionsstudenten war Alexander Colsmann, welcher 2020 ebenfalls am LTI zum außerplanmäßigen Professor berufen wurde. Im Jahr 2009 wurde Neumann zum Professor berufen und übernimmt seitdem mit Lemmer die Institutsleitung des LTI.

## Forschungsschwerpunkte
Die Forschungsschwerpunkte verteilen sich auf die verschiedenen Spezifikationen der Professoren des LTI. Das Thema Optoelektronik, zu dem die Arbeitskreise Nanotechnologie, Nanophotonik, Thermoelektrik und Gedruckte Elektronik gehören, wird von Ulrich Lemmer geleitet. Der Bereich der klassischen Lichttechnik mit dem Schwerpunkt der optischen Technologien im Automobil wird von Cornelius Neumann betreut. Der Schwerpunkt Dünnschichtphotovoltaik wird in Kooperiation mit dem Zentrum für Sonnenenergie- und Wasserstoff-Forschung (ZSW) in Stuttgart erforscht. Leiter hierfür ist Michael Powalla. Prof. Bryce Richards und Prof. Ulrich W. Paetzold beschäftigen sich mit dem Gebiet der Nanophotonik für Energie und insbesondere mit der Erforschung von Perowskiten, die als Materialien für die „Next Generation Photovoltaic“ gehandelt werden. Das Themengebiet der Organischen Photovoltaik wird von Alexander Colsmann erforscht. Die Themengebiete der Licht-, EVG & Plasma-Technologien werden von Rainer Kling erkundet. Das Themengebiet der Photometrie wird von Klaus Trampert erforscht.
Insgesamt publiziert das LTI jährlich circa 100 wissenschaftliche Arbeiten.

## Finanzen und Dienstleistungen
Das LTI weist Drittmittel in Höhe von über sieben Millionen Euro pro Jahr auf. Vor allem durch die Prüfstelle für lichttechnische Einrichtungen an Fahrzeugen / Photometrie werden zudem Dienstleistungen im Bereich der Lichtmesstechnik angeboten.

## Studium und Lehre
Das LTI betreut drei der über zwanzig Mastervertiefungsrichtungen des Elektro- und Informationstechnik-Studiengangs am KIT. Hierzu zählen das Modul „Mikro-, Nano-, Optoelektronik“, „Regenerative Energien“ sowie „Optische Technologien“. Zudem werden Lehrveranstaltungen wie Workshops, Praktika, Vorlesungen, Seminare und Abschlussarbeiten angeboten.

## Angliederungen und Zusammenarbeit
An das LTI angegliedert ist zudem eine Forschungsgruppe mit dem Schwerpunkt der gedruckten Elektronik, die am InnovationLab in Heidelberg sitzt. Das Partner-Institut des am KIT Campus Süd liegenden LTI ist das am Campus Nord liegende Institut für Mikrostrukturtechnik (IMT). Im Rahmen der Exzellenzinitiative 2005/2006 konnte sich das KIT unter anderem erfolgreich mit dem Antrag für die „Karlsruhe School of Optics and Photonics“ behaupten. Als Folge dessen wurde diese unter der Leitung von Ulrich Lemmer als „KSOP Scientific Coordinator“ gegründet. Die KSOP arbeitet eng verknüpft mit einigen Instituten des KIT, unter anderem dem LTI. Hierdurch besuchen KSOP-Studenten eine Vielzahl der vom LTI angebotenen Vorlesungen oder promovieren am LTI.